# Анна Леопольдовна
Великая княжна А́нна Леопо́льдовна (при рождении Елизавета Катарина Кристина Мекленбург-Шверинская; нем. Elisabeth Katharina Christine von Mecklenburg-Schwerin; 7 [18] декабря 1718, Росток — 8 [19] марта 1746, Холмогоры) — внучка Ивана V по матери, и внучатая племянница Петра I Великого. Правительница-регент Российской империи с 9 ноября 1740 по 25 ноября (6 декабря) 1741 при своём сыне, малолетнем императоре Иване VI.

## Биография
Внучатая племянница Петра Великого: внучка единокровного брата и соправителя Петра I Ивана V от брака его дочери Екатерины Иоанновны с князем Карлом Леопольдом Мекленбург-Шверинским. Родилась 7 (18) декабря 1718 года в Ростоке, в Россию переехала в 1723 году[уточнить]. С 1731 года её образованием занимался назначенный именным указом Кондратий Геннингер. В 1733 году крестилась в православие. В июле 1735 года Геннингер, замешанный в историю с саксонским посланником Морицем Линаром, в которого принцесса влюбилась, был отстранён от места наставника.

С 3 июля 1739 года вышла замуж за Антона Ульриха, герцога Брауншвейг-Люнебургского. Супруги приходились друг другу дальними родственниками, имея общих предков, герцога Иоганна VII Мекленбургского и герцога Генрихa Брауншвейг-Данненбергского. Напутственное слово во время венчания было произнесено Амвросием Юшкевичем, а позднее опубликовано в Санкт-Петербурге на русском и латинском языках (впоследствии Елизавета Петровна приказала изъять и уничтожить это издание).
В августе 1740 года родила сына Ивана, наследника престола, ставшего в октябре императором после смерти Анны Иоанновны. Уже в ноябре по низложении регента Бирона объявила себя правительницей при младенце-императоре Иоанне VI. При ней государственными делами заведовал Миних, потом Остерман и Головкин.

Сын фельдмаршала, обер-гофмейстер Эрнст фон Миних писал об Анне Леопольдовне: 
Что касается её внешнего вида, то роста она была среднего, собою статна и полна, волосы имела тёмного цвета, а лиценачертание хотя и не регулярно пригожее, однако приятное и благородное. В одежде она была великолепна и с хорошим вкусом. В уборке волос никогда моде не следовала, но собственному изобретению, от чего большей частью убиралась не к лицу.
Считается, что она была беззлобной, но слабовольной, ленивой и беспечной. Время она предпочитала проводить, лёжа на софе, угощаясь сладостями или в карточной игре. Одетая в простое спальное платье и повязав непричёсанную голову белым платком, она нередко по нескольку дней кряду сидела во внутренних покоях, надолго оставляя без всякого решения государственные дела. При этом свободно владея французским и немецким языками, она, по словам Миниха-сына, любила чтение и много читала на двух этих языках. Правительница жила во дворце Петра Первого в Летнем саду, а в соседнем доме поселила своего фаворита Морица Линара, с которым проводила ночи.
За время её правления произошёл разрыв со Швецией, подтверждены статьи Белградского мира 1739 года. Порта стала признавать русских государей императорами. 16 декабря 1740 года был заключён союзный договор с Пруссией о посылке на помощь друг другу корпуса из четырёхтысячной конницы и восьми тысяч человек пехоты в случае войны с третьей страной; при этом Пруссия не обязана была выступать против Турции, Крыма и Персии, а Россия — вести боевые действия на Рейне. Секретные статьи договора гарантировали неприкосновенность Курляндии, обязывали участников не допускать вмешательства со стороны третьих стран в польские дела и охранять права лиц православного и лютеранского вероисповеданий в Речи Посполитой. В итоге российская дипломатия в начале Войны за австрийское наследство (1740-1748) оказалась союзницей обеих воюющих держав (Австрии и Пруссии), каждая из которых имела право на её поддержку. Тем не менее договор был выгоден России, поскольку предусматривал совместные действия по защите в Польше «диссидентов» (протестантского и православного населения) и ослаблявших эту страну шляхетских «вольностей», включая выборность короля.
В сентябре-октябре 1741 года в Санкт-Петербурге состоялось торжественное принятие посольства персидского правителя Надир-шаха, в ходе которого персы подтвердили, что никаких претензий к России не имеют и просят лишь о «продолжении дружбы».
В конце 1741 года была свергнута в результате дворцового переворота, приведшего на престол Елизавету Петровну. О планах заговорщиков правительницу не раз информировали, однако она не придавала этим сообщениям значения, всецело полагаясь на дружеское расположение «сестрицы» Елизаветы и занимаясь подготовкой к свадьбе М. Линара со своей подругой Юлией Менгден.
Последние пять лет своей жизни содержалась под стражей в Дюнамюнде и Раненбурге, а потом в Холмогорах, где родила ещё двух сыновей и вторую дочь (см. Брауншвейгское семейство).
Умерла в заточении 8 (19) марта 1746 года, по официальной версии от «огневицы», то есть родильной горячки, после пятых родов. Её тело было перевезено в столицу и торжественно погребено в Благовещенской церкви Александро-Невской лавры, где до этого были похоронены её мать и бабушка.

## Дети
- Иван VI (12 (23) августа 1740 — 5 (16) июля 1764),
- Екатерина (4 (15) июля 1741 — 29 марта (9 апреля) 1807),
- Елизавета (16 (27) сентября 1743 — 9 (20) октября 1782),
- Пётр (19 (30) марта 1745 — 19 (30) января 1798),
- Алексей (24 февраля (7 марта) 1746 — 11 (22) октября 1787).

## Награды
- Орден Святой Екатерины 1 степени (12 мая 1733 года). Возглавила орден после принятия православия[9].

## В литературе
- Карнович Е. П. Любовь и корона, 1879
- Волконский М. Н. Брат герцога, 1895

## В кинематографе
- «Тайны дворцовых переворотов» (2000—2013, Россия; режиссёр — Светлана Дружинина), в роли Анны Леопольдовны — Анна Штукатурова (в детстве) и Снежана Полежаева.
- «Императрицы» (2023, Россия; режиссёр —  Андрей Кравчук), в роли Анны Леопольдовны — Александра Велескевич.